# Oliver Tambo
Oliver Reginald Tambo (Mbizana, 27 de Outubro de 1917 — Joanesburgo, 24 de Abril de 1993) foi um político anti-apartheid sul-africano e uma figura central no Congresso Nacional Africano (CNA).

## Biografia
Nasceu em Mbizana, no leste da Pondolândia, no que é hoje o Cabo Oriental.
Em 1940 Oliver Tambo e Nelson Mandela foram expulsos da Universidade de Fort Hare por participarem de uma greve estudantil. Em 1942 Tambo regressou à sua antiga escola secundária em Joanesburgo para lecionar ciências e matemática.
Oliver Tambo, juntamente com Nelson Mandela e Walter Sisulu, foi membro fundador da Liga Juvenil do Congresso Nacional Africano em 1943, e o seu primeiro Secretário Nacional. A Liga Juvenil propunha uma mudança de táctica no movimento anti-apartheid. Até esse momento, o CNA havia tentado avançar a sua causa através de acções como petições e manifestações. A Liga Juvenil do CNA não achava que tais acções fossem suficientes para atingir os seus objectivos e propôs o seu próprio 'Programa de Acção'. Este programa advogava tácticas tais como boicotes, desobediência civil, greves e não-cooperação.
Em 1948 foi eleito para a Direcção Nacional do CNA. Em 1955 tornou-se Secretário-geral após Walter Sisulu ter sido interditado pelo governo sul-africano sob a Lei de Supressão do Comunismo (Suppression of Communism Act). Em 1958 tornou-se Vice-Presidente do CNA e em 1959 recebeu do governo uma ordem de interdição de cinco anos.
O CNA enviou Tambo ao estrangeiro para mobilizar a oposição ao apartheid. Esteve envolvido na formação da Frente Unida Sul-africana que conseguiu a expulsão da África do Sul da Comunidade das Nações em 1961. Em 1967, Tambo tornou-se Presidente-interino do CNA, na sequência da morte de Albert Lutuli.
Em 1985 foi reeleito Presidente do CNA. Regressou à África do Sul em 1991 após mais de 30 anos no exílio, e foi eleito membro da Comissão Nacional do CNA em julho do mesmo ano.
Teve um primeiro ataque cardíaco em 1989. Foi outro ataque que o vitimou em 1993.
Em 2004 foi votado em 31.º lugar no Top 100 Grandes Sul-africanos.

## Honras e homenagens
- Distrito de OR Tambo, província do Cabo Oriental, nomeado em sua honra;
- O mais movimentado aerporto sul-africano recebe o nome de Aeroporto Internacional Oliver Tambo.